# Tarzan Cooper
Charles Cooper, más conocido como Tarzan Cooper (nacido el 30 de agosto de 1907 en Newark, Delaware  y fallecido el 19 de diciembre de 1980 en Filadelfia, Pensilvania) fue un jugador de baloncesto estadounidense. Con 1.93 metros de estatura, jugaba en la posición de alero. En el año 1977 fue nominado Basketball Hall of Fame.